# بیژو (بازیکن فوتبال)
آندره لوئیز دی سوزا سیلوا (به پرتغالی: Andre Luiz de Souza Silva) هافبک اهل برزیل است که در شهر برزیل و در تاریخ ۱۷ سپتامبر ۱۹۷۴ به دنیا آمده‌است.
آندره لوئیز دی سوزا سیلوا در تیم‌های فوتبال Goytacaz، Americano، União São João، کونسادول ساپورو، Kyoto Purple Sanga، ساگان توسو، Ventforet Kofu، Mito HollyHock، Zweigen Kanazawa سابقهٔ حضور دارد.